# Zevsov kip v Olimpiji
Zevsov kip v Olimpiji je bil velikanski sedeči kip, približno 13 m visok,  ki ga je izdelal grški kipar Fidija okoli 435 pred našim štetjem v svetišču Olimpije, Grčija, in je stal v Zevsovem templju. Kip je bil lesen ter prevlečen s slonokoščenimi in zlatimi ploščami (krizelefantinska tehnika). Predstavljal je boga Zevsa, ki je sedel na prestolu, izdelanem iz cedrovine, okrašen z ebenovino, slonovino, zlatom in dragimi kamni. Eno od sedmih čudes antičnega sveta  je bilo izgubljeno in uničeno v 5. stoletju našega štetja, ni kopije, zato so podatki o njegovi obliki znani le iz antičnih grških opisov in podobe na kovancih.

## Opis
Velik sedeči kip, ki ga je izdelal Fidija, je zasedal polovico širine hodnika templja. "Zdi se, da bi moral biti tempelj brez strehe, če bi Zevs vstal," je opozoril zgodaj v 1. stoletju pred našim štetjem geograf Strabon. Zevs je krizelefantinska skulptura, izdelana iz slonovine in zlatih plošč na leseni podkonstrukciji. Ne kopija v marmorju ne v bronu ni bila najdena, prepoznaven je samo iz približne različice na elidskih in rimskih kovancih ter vgraviranih draguljih.
V 2. stoletju našega štetja ga je geograf in popotnik Pavzanij podrobno opisal. Kip je bil kronan z izrezljanim vencem iz oljčnih vejic. Imel je zlate sandale in zlato haljo z vdelanimi živalmi in lilijami. V desni roki je imel majhen krizelefantinski kip okronane Nike, boginje zmage. V njegovi levi roki je bilo žezlo z intarzijami iz različnih kovin, ki je podpiralo orla. Prestol je bil okrašen z zlatom, dragimi kamni, ebenovino in slonovino.  Po rimskem zgodovinarju Liviju je rimski general Lucij Emilij Pavel Makedonski (zmagovalec nad Makedonci) videl kip in "se je preselil v njegovo dušo, kot če bi videl boga osebno", medtem ko je v 1. stoletju grški govornik Dion Hrizostom izjavil, da je en sam pogled na kip dovolj, da človek pozabi vse svoje zemeljske težave. 
Ko so Fidija vprašali, kaj ga je navdihnilo, ali je preplezal goro Olimp, da bi videl Zevsa, ali je Zevs prišel z Olimpa, da bi videl Fidija, je umetnik odgovoril, da je upodobil Zevsa po prvi knjigi, verzi 528–530, Homerjeve Iliade: 
ἦ καὶ κυανέῃσιν ἐπ' ὀφρύσι νεῦσε Κρονίων
ἀμβρόσιαι δ' ἄρα χαῖται ἐπερρώσαντο ἄνακτος
κρατὸς ἀπ' ἀθανάτοιο μέγαν δ' ἐλέλιξεν Ὄλυμπον.
Reče in nagne do nje temačne obrvi Kronion, 
v slapu uspo se na lica ambrozijski kodri vladalcu 
z glave nesmrtne in glej:zaziblje se silni Olimpos! 
(prevod Anton Sovre)
Kipar se je tudi proslavil z uprizoritvijo ljubezni med moškim in dečkom (eromen), v božjem mezincu je izrezljan "Pantarkov kolos", relief fanta, ki se krona, pa je postavil ob vznožje kipa. 

## Izguba in uničenje
Glede na rimskega zgodovinarja Svetonija je rimski cesar Kaligula "ukazal, da morajo kipe bogov, ki so bili še posebej znani po svoji svetosti ali umetniški vrednosti, tudi Zevsovega iz Olimpije, prinesti iz Grčije, da jim odstrani glave in jih nadomesti s svojo".  Preden se je to zgodilo, je bil cesar umorjen (leta 41), "njegov umor so nakazovali mnogi čudeži. Kip Jupitra pri Olimpiji, ki ga je ukazal razstaviti na koščke in preseliti v Rim, je nenadoma izzval gromek smeh, da se je oder podrl in so delavci popadali na tla". 
Okoliščine kipa in morebitno uničenje niso znani. Bizantinski zgodovinar Georgij Kedren v 11. stoletju piše, da je bil odpeljan v Konstantinopel, kjer je bil uničen v velikem požaru v palači Lavzejon (grško Λαυσείον) leta 475. Druga možnost je, da je propadel skupaj s templjem, ki je pogorel leta 425.  Zgodnejšo izgubo ali škodo je nakazal Lukijan iz Samosate v 2. stoletju; 

## Fidijeva delavnica
Približen datum kipa (tretja četrtina 5. stoletja pred našim štetjem) je bila potrjena ob odkritju (1954–1958) Fidijeve delavnice, ki je bila na kraju, ki ga je navajal Pavzanij. Arheološke najdbe so bile orodje za obdelavo zlata in slonove kosti, delčki slonovine, dragi kamni in terakotne črepinje. Večina slednjih je bila uporabljena za steklene plošče in oblikovanje kipove halje iz listov iz stekla, naravno drapirane in zgubane, nato pozlačene. Našli do tudi skodelico z napisom "ΦΕΙΔΙΟΥ ΕΙΜΙ" ali "Pripadam Fidiju".